# Charcier
Charcier là một xã trong vùng hành chính Franche-Comté, thuộc tỉnh Jura, quận Lons-le-Saunier, tổng Clairvaux-les-Lacs. Tọa độ địa lý của xã là 46° 37' vĩ độ bắc, 05° 45' kinh độ đông. Charcier nằm trên độ cao trung bình là 510 mét trên mặt nước biển, có điểm thấp nhất là 448 mét và điểm cao nhất là 654 mét. Xã có diện tích 12.91 km², dân số vào thời điểm 1999 là 107 người; mật độ dân số là 8 người/km².

## Thông tin nhân khẩu
| 1962 | 1968 | 1975 | 1982 | 1990 | 1999 |
| ---- | ---- | ---- | ---- | ---- | ---- |
| 103  | 113  | 102  | 92   | 112  | 107  |